# Benjamin Diamond
Benjamin Diamond, pseudonimo di Benjamin Cohen (Parigi, 11 marzo 1972), è un cantante francese.

## Biografia
Iniziò come punk rocker nella band Chicken Pops per poi passare all'electro grazie all'influenza di artisti come New Order, Michael Jackson e Roxy Music. È noto per aver preso parte al progetto Stardust con Alan Braxe e Thomas Bangalter dei Daft Punk, cantando nel singolo del 1998 Music Sounds Better with You, un vero e proprio successo internazionale.
Il suo primo album, Strange Attitude del 2000, include pezzi come Little Scare ed In Your Arms (We Gonna Make It). Nel 2001 pubblicò un EP intitolato Solitaire che include una serie di tracce prodotte per la sfilata della collezione Autunno - Inverno 2001 di Dior.
Nel libro di Martin James French Connections c'è un riferimento al lavoro di Diamond: la Sony, la casa discografica ai tempi di Strange Attitude, avrebbe voluto un album che richiamasse con forza lo stile degli Stardust. Diamond disse che fu per lui "molto difficile tornare al mio vecchio stile musicale dopo l'esperienza con gli Stardust".
Intorno alla metà del 2005 pubblicò il suo secondo album, Out of Myself, più orientato al pop del primo.